# Saluda (Carolina del Sud)
Saluda è una città degli Stati Uniti d'America, situata nella Contea di Saluda nello Stato della Carolina del Sud.